# Spiniderolus euparus
Spiniderolus euparus är en skalbaggsart som först beskrevs av Aurivillius 1907.  Spiniderolus euparus ingår i släktet Spiniderolus och familjen långhorningar.
Artens utbredningsområde är:
- Angola.
- Ghana.

Inga underarter finns listade i Catalogue of Life.